# Borschl
Der Borschl ist ein Berg in der Fränkischen Schweiz. Sein Gipfel befindet sich im Landkreis Forchheim nordöstlich von Eschlipp im Gebiet der Stadt Ebermannstadt. Er wird im Süden und im Osten von der Staatsstraße St2260 umrundet. Nachbarberge sind im Norden der Botzenberg (516 m) und im Osten der Müllersberg (Fränkische Schweiz) (502 m). Der Berg besteht aus fossilführenden Kalkgesteinen der Frankenalb-Formation der Weißjura-Gruppe des Oberjuras, über denen sich Rendzinaböden abgelagert haben. Er ist zum größten Teil bewaldet, aber auch stellenweise mit Halbtrockenrasen und Extensivwiesen bedeckt. Auf seinem Gipfel liegen die Reste von Befestigungsanlagen aus frühgeschichtlicher Zeit. An seinem Westfuße entspringt der Talbach, der in den Breitenbach (Wiesent) mündet.